# Kickxia webbiana
Espèce
Kickxia webbiana est une espèce  de plantes à fleurs de la famille des Plantaginaceae selon la classification phylogénétique APG III. C'est une espèce endémique du Cap-Vert présente sur les îles de Santo Antão et  São Vicente, au nord de l'archipel (îles de Barlavento).
Localement elle est connue sous le nom de « Agrião-de-rocha ».

## Synonyme
- Kickxia elegans subsp. webbiana (Sunding) Rustan & Brochmann